# Roger Knapman
Roger Knapman, né le 20 février 1944 à Crediton, est un homme politique britannique.

## Biographie
De 1990 à 1992, il est secrétaire privé parlementaire pour les Forces armées auprès du ministre Archie Hamilton.